# 사노 쓰바사
사노 쓰바사(일본어: 佐野 翼, 1994년 10월 18일~)는 일본의 축구 선수이다.

## 구단 경력
그는 2017년 알비렉스 니가타 싱가포르에 입단했다. 2017년엔 리그 21경게 출전하여 26득점을 기록했다. 2018년 J2리그의 로아소 구마모토로 이적했다. 2018년후 J3리그에 강등했다. 2020년부터 2022년까지 J3리그의 AC 나가노 파르세이루에서 뛰었다. 2023년 일본 풋볼 리그의 크리아카오 신주쿠로 이적했다.